# Liverpool (New York)
Liverpool est un village du comté d'Onondaga, dans l'État de New York, aux États-Unis,. En 2010, il comptait une population de 2 347 habitants.

## Démographie
Lors du recensement de 2010, le village comptait une population de 2 347 habitants. Elle est estimée, en 2019, à 2 204 habitants.